# E-dubble
Evan Sewell Wallace, znany jako E-dubble (ur. 1 listopada 1982 w Filadelfii, zma. 13 lutego 2017 tamże) – amerykański raper i twórca muzyczny. Zauważony został głównie dzięki swojej serii Freestyle Friday – w każdy piątek wydawał nowy utwór. Seria ta trwała od 2010 do 2012 roku. E-dubble był założycielem wytwórni Black Paisley Records, powstałej w 2009 roku.

## Początki
W 2002 roku powstała grupa, która nazywała się irishtoothache. Składała się ona z 6 osób: E-dubble, Glaze, Muth, Skeltz, Stubbs i Tup. Razem nagrywali utwory i filmy oraz tworzyli komiksy.
W 2008 roku Evan zaczął żyć w Baltimore, aby być w pobliżu przyjaciół i współpracowników. Tutaj założył grupę Young English, której pierwszy występ odbył się w lipcu 2008. Grupa wykupiła halę, nazwaną przez nich „The Hampden Mansion”. Tam właśnie E-dubble nagrał swój debiutancki album Hip-Hop is Good.
W 2010 rozpoczął swoją serię Freestyle Friday, w której co tydzień, w piątek wydawał nowy utwór. Seria ta przyczyniła się do znacznego zwiększenia się jego popularności.

## Śmierć
21 stycznia 2017 zamieścił na Instagramie zdjęcie opuchniętej ręki, z podpisem informującym o jego problemach zdrowotnych i potrzebie transfuzji krwi. Jego aktywność zanikła. Zmarł 13 lutego 2017 roku w Hahnemann University Hospital. Bezpośrednią przyczyną śmierci było zakażenie spowodowane transfuzją krwi. Transfuzja była potrzebna, ponieważ E-dubble miał autoimmunologiczną chorobę – układowe zapalenia naczyń.

## Dyskografia

### Albumy Studyjne
- Straight Outta St. Mary's (2006)
- Hip Hop is Good (2009)
- Reset (2012)
- First Friday (2013)[4]
- Two Tone Rebel (2016)

### Albumy z innymi twórcami
- Surrounded by Giants (2014) wraz z 27 Lights

### Single
Wszystkie poniższe daty są zaczerpnięte z kanału E-dubble na youtube i mogą różnić się od rzeczywistych dat pierwszego wydania utworów.
- Let Me Oh (2010)
- Tired (2011)
- Be A King (2011)
- Where We Are (2011)
- Changed My Mind (2011)
- Be Okay (2011)
- Rebuild (2011)
- Life Coach (2011)
- Fight For Days (2011)
- Grey Skies (2012)
- Honors Bio (2012)
- Two Steps From Disaster (2012)
- The Grey (2013)
- Janky (2013)
- The Dark Side (2015)
- FWT (2015)
- Safe Travels (2015)
- What It Do (2015)
- The Cause (2016)
- No Rest for the Wicked (2016)